# Wrangelova krymská armáda

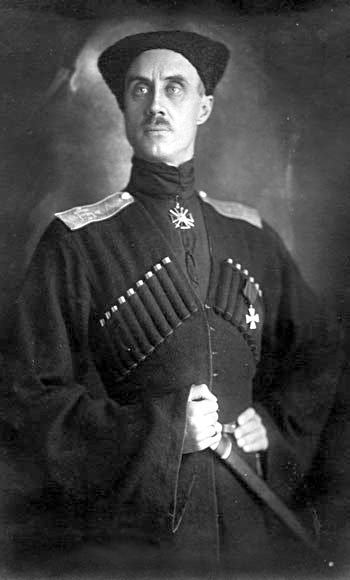
Gen. Pjotr Nikolajevič Wrangel

Wrangelova krymská armáda nebo též Wrangelova ruská armáda (rusky Русская армия Врангеля) bylo seskupení armád bílého hnutí (bělogvardějců) bojujících od dubna do listopadu 1920 pod velením generála barona Petra Nikolajeviče Wrangela.

## Složení
- Velení/štáb
- První sbor, dělostřelecká brigáda Drozdovského
- Druhý sbor
- Donský sbor
- Sbor Pisarjeva, později Jezdecký sbor
- skupina gen. Ulagaje